# ریترسدورف (تورینگن)
ریترسدورف (به آلمانی: Rittersdorf) یک شهر در آلمان است که در وایمارر لاند واقع شده‌است. ریترسدورف ۲۶۱ نفر جمعیت دارد.